# Liptovský Michal
Liptovský Michal (Hongaars: Szentmihály) is een Slowaakse gemeente in de regio Žilina, en maakt deel uit van het district Ružomberok.
Liptovský Michal telt 293 inwoners.